# Armijska (stanice metra v Charkově)
Armijska (ukrajinsky Армійська) je stanice charkovského metra na Cholodnohirsko-Zavodské lince.
Stanice se do května 2016 jmenovala Radnaskoji armiji (ukrajinsky Радянської армії) dle rudé armády, název byl změněn po novém zákonu dekomunizace Ukrajiny.

## Charakteristika
Stanice je jednolodní mělkého typu, kdy obklad kolejové zdi je z hnědého mramoru.
Stanice má dva vestibuly, všechny čtyři východy z vestibulů ústí na prospekt Herojiv Charkova.